# David C. Broderick

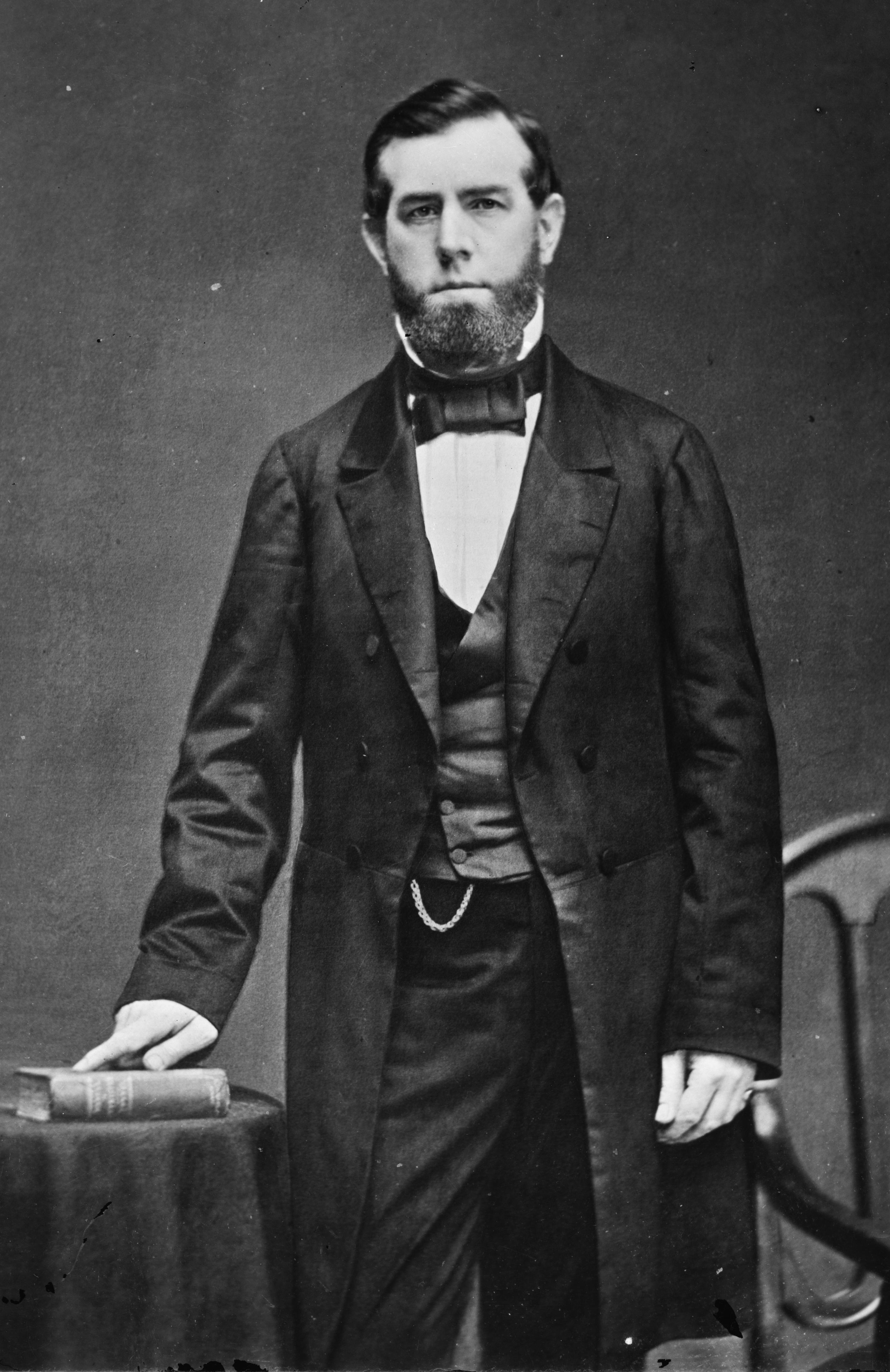
David C. Broderick

David Colbreth Broderick, född 4 februari 1820 i Washington, D.C., död 16 september 1859 i San Francisco, Kalifornien, var en amerikansk demokratisk politiker. Han representerade delstaten Kalifornien i USA:s senat från 1857 fram till sin död. Han avled efter en duell med tidigare chefsdomaren i Kaliforniens högsta domstol David S. Terry.
Brodericks far var en irländsk invandrare som arbetade som stenhuggare. Fadern hade kommit till Washington, D.C. för arbete på Kapitoliumbyggnaden.
Broderick flyttade 1823 till New York med sina föräldrar. I sin tidiga ungdom blev han stenhuggare precis som fadern. Han kandiderade utan framgång till USA:s representanthus i kongressvalet 1846. Han flyttade 1849 till Kalifornien i samband med guldrushen.
Guldrushen gav Broderick en möjlighet att skaffa sig en förmögenhet som han kunde använda sig av för att finansiera sin politiska karriär. Han framställde 10 dollars guldmynt, vilka var egentligen 8 dollar värda i guld. Åtskillnaden använde han sig till kampanjutgifter.
Broderick tillträdde 1850 som ledamot av delstatens senat och följande år valdes han till senatens ordförande. Han var tillförordnad viceguvernör i Kalifornien 1851-1852. Han blev snabbt en mäktig politisk boss i San Francisco. Tammany Hall i New York var modellen för Brodericks politiska organisation i San Francisco.
Broderick efterträdde 1857 John B. Weller som senator för Kalifornien. En av hans vänner var David S. Terry som tillträdde samma år som chefsdomare i delstatens högsta domstol. Deras vänskap bröts på grund av slaverifrågan. Juristen Terry var en förespråkare för introduktionen av slaveriet i Kalifornien men Broderick var emot. När Terry 1859 förlorade sitt mandat som chefsdomare, beskyllde han Broderick för det inträffade. Han yttrade sig om senatorn i nedsättande ordalag på ett partimöte i Sacramento. Senator Broderick reagerade häftigt och det hela resulterade i en duell den 13 september vid Lake Merced. Senatorn träffades av Terrys första skott och han avled tre dagar senare. Han efterträddes som senator av Henry P. Haun.